# Bristol (Flórida)
Bristol é a única cidade localizada no estado americano da Flórida, no condado de Liberty, do qual é sede. Foi incorporada em 19 de junho de 1958.

## Geografia
De acordo com o United States Census Bureau, a cidade tem uma área de 4,3 km², onde todos os 4,3 km² estão cobertos por terra.

### Localidades na vizinhança
O diagrama seguinte representa as localidades num raio de 40 km ao redor de Bristol.

## Demografia
Segundo o censo nacional de 2010, a sua população é de 996 habitantes e sua densidade populacional é de 233,07 hab/km². Possui 404 residências, que resulta em uma densidade de 94,54 residências/km².